# Mops leucostigma
Mops leucostigma és una espècie de ratpenat de la família dels molòssids que es troba a Madagascar.